# Dịch vụ giúp việc
Dịch vụ giúp việc nhà, dịch vụ dọn dẹp, giúp việc chung cư, dọn nhà theo giờ hay dịch vụ giúp việc nhà theo giờ là những công việc giúp chủ nhà các công việc như dọn dẹp nhà cửa, giặt ủi, nấu ăn, đi chợ cho đến những công việc trông trẻ, trông nom người cao tuổi hay chăm sóc người bệnh.

## Lịch sử
Từ thời kỳ trung cổ thuật ngữ giúp việc được sử dụng để chỉ những người nữ hầu. Cuộc đời họ làm việc cho địa chủ, quý tộc và không được phép kết hôn. Họ sẽ được cung cấp thức ăn, quần áo và ngủ tại nơi họ làm việc. Người giúp việc sẽ chịu trách nhiệm về tất cả những việc nấu ăn, giặt giũ, dọn dẹp nhà cửa, chăm sóc người cao tuổi và trẻ em trong gia đình.

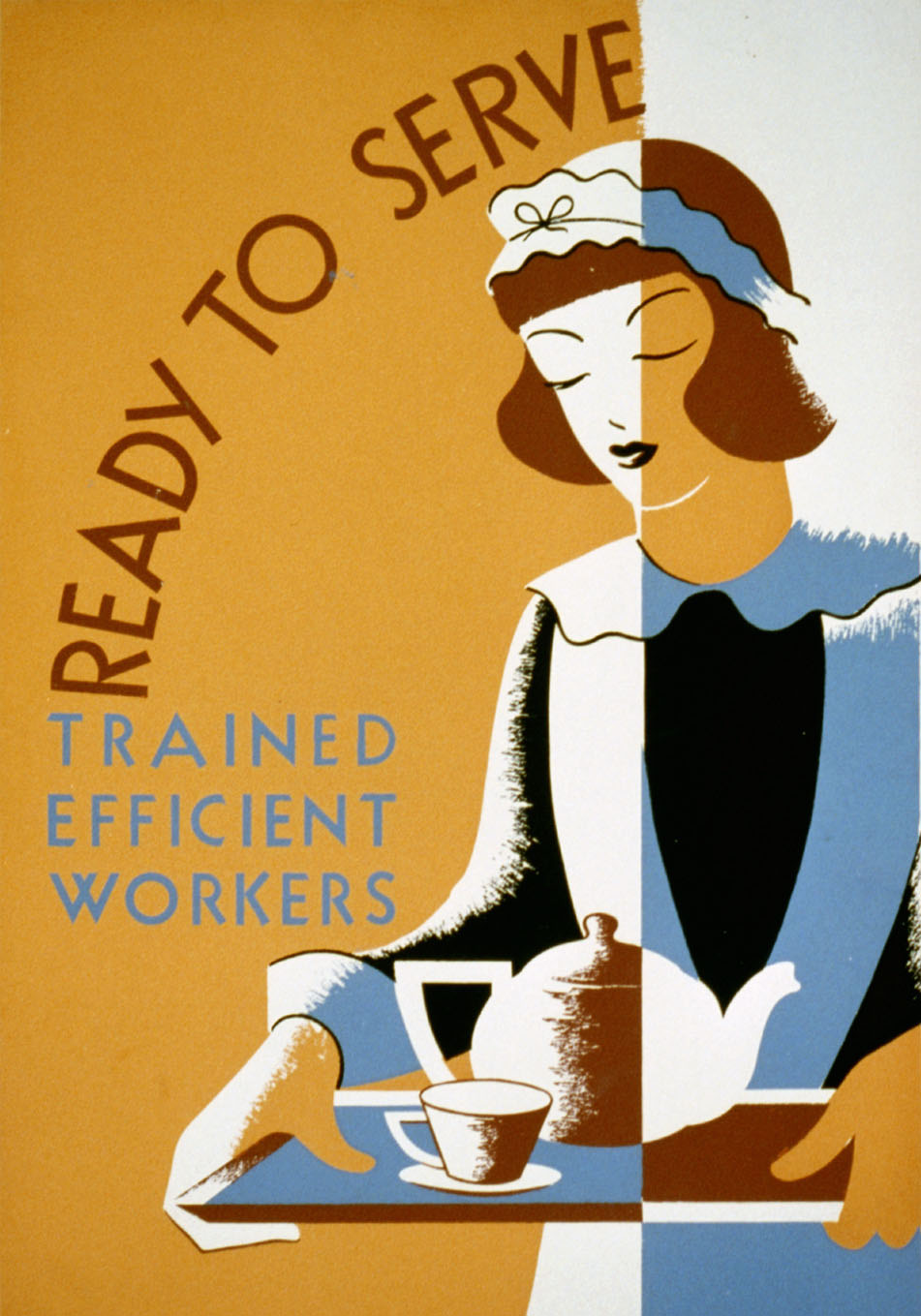
Hình vẽ cách điệu của một người giúp việc trên áp phích

Ngày nay cùng với sự phát triển của xã hội, nhu cầu tìm người giúp việc ở các hộ gia đình ngày càng tăng cao. Đây chính là nguyên nhân khiến dịch vụ giúp việc theo giờ hay theo tháng được phổ biến. Không chỉ với các gia đình thượng lưu mà cả những gia đình trung lưu cũng có nhu cầu. Dịch vụ giúp việc có thể làm toàn thời gian (ở lại nhà sống chung với gia chủ) hay làm bán thời gian (giúp việc nhà theo giờ) và công việc họ đảm nhiệm cũng phong phú và đa dạng hơn, phù hợp với nhu cầu của xã hội. Nhằm nâng cao tính chuyên nghiệp, đảm bảo quyền lợi của cả gia chủ và người giúp việc (với vai trò là người lao động), từ đó nhiều công ty cung cấp dịch vụ giúp việc trên khắp thế giới được ra đời. 